# Ли Тхай-тонг
Ли Тхай-тонг (вьет. Lý Thái Tông; кит. упр. 李太宗, пиньинь Lǐ Tàizōng); запретное имя — Фат Ма, вьет. Phật Mã; кит. упр. 佛瑪, пиньинь Fó Mǎ) 29 июля 1000—3 ноября 1054) — второй император (c 1028) вьетнамской династии Поздние Ли.

## Рождение. Юность
Ли Фат Ма родился в 1000 году в округе деревни Кофап, что в Бакзянге (ныне уезд Тышон, провинция Бакнинь). В 1009 году его отец Ли Конг Уан стал основателем новой династии, в этом же году Ли Фат Ма был назначен наследным принцем. Когда мальчику было 12 лет, для него был построен дворец вне запретного города, в гуще городских кварталов отстраиваемой новой столицы, обоснование этому стало стремление отца к тому, чтобы будущий правитель был хорошо осведомлён о делах народа.
Ли Фат Ма с юных лет принимал участие в государственной деятельности. В 1020 году именно Ли Фат Ма возглавил армию Дайковьета, принимавшую участие в междоусобной войне в Чампе на стороне одной из тямских группировок. В 1024 году возглавил армию в походе в тяу Фонглуан, в 1026 году — в Зьентяу, а в 1027 году — тяу Тхатнгуен.

## Мятеж принцев. Восшествие на престол
Весной 1028 года умер отец Ли Фат Ма, император Ли Тхай-то. Старшие чиновники отправились во дворец наследного принца, чтобы просить его вступить на престол. До смерти Ли Тхай То, по-видимому, три брата Ли Тхай То (Зык Тхань, Ву Дык, Донг Тинь) составили заговор с целью помешать Ли Фат Ма взойти на трон. Войска трёх подвластных братьям-заговорщикам областей собрались у столицы. Сражение между верными наследнику силами и отрядами мятежников произошло у Западных ворот запретного города, победу одержали солдаты наследного принца, один из принцев (Ву Дык) был убит, остальные бежали. Одним из героев боя был военачальник Ле Фунг Хьеу, вставший во главе защитников законного наследника. В день сражения Ли Фат Ма вступил на престол перед гробом покойного императора.
В бывшей императорской столице городе Хоалы жители во главе с ещё одним принцем (Кхой Куок) восстали против Ли Тхай Тонга. По мнению Д. В. Деопика, «природа этого выступления была иной и более архаичной. Если три принца (участвовавшие в битве у запретного города) не посягали на формирующееся единство страны и спорили лишь о том, кто будет управлять из единого нового центра, Кхай Куок своим выступлением противопоставил один центр — другому. Не случайно, что после осады Хоалы и капитуляции мятежного принца не только он, но и его приближённые — наиболее политически активная часть населения Хоалы — были принудительно переселены в Тханглонг, под контроль центральной власти».
Помимо убитого во время сражения у Западных ворот Ву Дыка, остальные мятежные принцы, были прощены Ли Тхай Тонгом.

## Правление

### Девизы правления
- 1028—1034 — Тхиен-тхань (вьет. Thiên Thành; кит. упр. 天成, пиньинь tiān chéng)
- 1034—1039 — Тхонг-тхуи (вьет. Thông Thụy; кит. упр. 通瑞, пиньинь tōng ruì)
- 1039—1042 — Кан-фу хыу-дао (вьет. Càn Phù Hữu Đạo; кит. упр. 乾符有道, пиньинь qián fú yǒu dào)
- 1042—1044 — Минь-дао (вьет. Minh Đạo; кит. упр. 明道, пиньинь míng dào)
- 1044—1049 — Тхиен-кам тхань-ву (вьет. Thiên Cảm Thánh Võ; кит. трад. 天感聖武, упр. 天感圣武, пиньинь tiān gǎn shèng wǔ)
- 1049—1054 — Шунг-хынг дай-бао (вьет. Sùng Hưng Đại Bảo; кит. трад. 崇興大寶, упр. 崇兴大宝, пиньинь chóng xìng dà bǎo)

### Внутренняя политика

#### Мероприятия по укреплению власти императора
Как результат мятежа принцев при Ли Тхай-тонге была введена торжественная клятва всех высших и столичных чиновников на верность монарху. Она стала ежегодной и практиковалась до конца XV века.
Однако новый император понимал, что только на заверения в верности нельзя полагаться. Сразу же после мятежей был утверждён состав дворцовой стражи, общая численность которой составила приблизительно 2000 человек и была разделена на десять отрядов, каждый из которых также делился на два: левый и правый. На лбу у этих гвардейцев татуировали особый знак, который служил пропуском и одновременно удерживал от сдачи в плен.
Следующим мероприятием, предпринятым Ли Тхай-тонгом в 1029 году с целью обезопасить себя от возможных дворцовых мятежей, было создание цитадели внутри Тханглонга на месте одного из заброшенных дворцов. Обоснованием к строительству цитадели стало якобы появление дракона у основания этого дворца. «Вьет Шы Лыок» так передаёт слова императора: «Этот дворец разрушен, осталось только основание, ныне же здесь появился дракон. Означает ли, что это — место, где обосновался дракон?»

#### Продолжение политики Ли Тхай-то, направленной на создание централизованной империи
Одним из важнейших мероприятий, предпринятых Ли Тхай Тонгом и направленном на укрепление централизации государства, стало создание в 1042 году первого известного вьетнамского письменного кодекса законов. Историки СРВ, характеризуя этот документ, указывают: «Появление кодекса законов — одно из важных событий в истории права Вьетнама, свидетельствующее о том, что централизованное государство уже характеризовалось относительной стабильностью и определенной регламентацией жизни».
Одной из мер усиления государственной власти послужил указ 1043 года о запрете торговли хоанг-намами (вьет. hoàng nam) — свободными общинниками, основным тягловым населением страны — и превращения их в лично зависимых крестьян. Таким образом наносился удар по крупным феодалам и ослабевали центробежные силы в Дайковьете.
При Ли Тхай-тонге продолжилось совершенствование налогового законодательства. Официально была закреплена плата высшим чиновником, ведавшим сбором налогов, которая составила 1/10 от собранного количества, налог был соответственно увеличен. Система, при которой сборщик (член династии или высокопоставленный чиновник) получал долю государственного налога, возможно, существовала и раньше, и была широко распространена впоследствии.
На правление Ли Тхай-тонга приходятся первый упоминания вьетнамских хроник о создании централизованной системы почтового сообщения в государстве. В 1042 году император выпустил указ о строительстве почтовых станций на дорогах Дайковьета, а в 1044 году в летописи «Вьет Шы Лыок» упоминается о создании почтовой станции в Зяламе «для проживания чужеземных послов из прилегающих стран». Д. В. Деопик полагает, что только при Ли Тхай Тонге началось создание сети государственных дорог от столицы к провинциальным центрам. При этом каждая дорога делилась на участки, на каждом из которых был пост с небольшим гарнизоном для обслуживания доставки государственной почты. Также на почтовых станциях могли останавливаться иностранные послы и торговцы.
Для расширения экономических связей с другими государствами в 1047 году была создана торговая слобода Вонгкуок.

#### Борьба с выступлениями внутри страны и на окраинах
После мятежа трех принцев и подавления выступлений первого года правления императора в стране сохранялась относительная стабильность, позволившая Ли Тхай Тонгу сконцентрироваться на борьбе с Тямпой и решением вопросов со ставшими неспокойными территориями, населявшимися тайскими племенами нунгов по водоразделу Красной реки и Сицзяна и его протоков и бывшими де факто независимыми и от Сунов и от Дайковьета (об этом см. во Внешней политике). Однако Ли Тхай Тонгу все же приходилось бороться с бунтующими областями и восставшими окраинными территориями империи, и иногда эти выступления против центральной власти носили достаточно серьёзный характер, как например мятежи в Хоантяу, Диньнгуене и Айтяу в первые годы правления — 1031, 1033 и 1035 годах соответственно, — которые приходилось подавлять войскам под руководством самого императора. За годы правления Ли Тхай Тонга было раскрыто также несколько заговоров с целью свернуть правителя, как например, в 1041 и 1048 годах.

### Религиозная политика
Ли Тхай-тонг был ревностным сторонником буддизма и даже являлся седьмым патриархом одной из школ тхиен — Куангбить. По его приказу была построена пагода на одном столбе. Он активно участвовал в жизни сангхи. Так, император часто собирал монахов в храме Тхьенфук для ведения дискуссий на тему буддийской философии. Согласно легенде, во время одной из таких встреч Ли Тхай Тонг сочинил следующую гатху:
Реальность праджни лишена родства.

Все люди — призраки, я тоже пустота.

В минувшем, настоящем и грядущем

Лишь Дхарма Будды неизменно будет.
Многие его действия обосновывались в рамках буддийского вероучения, например, человеколюбие, проявившееся в прощении своих мятежных братьев, в жалости по отношению к поверженному Нунг Чи Као или пленным тямам (однако это не мешало Ли Тхай-тонгу устраивать кровавые показательные казни других своих врагов, как заговорщика Фам Кхы Льеу, умерщвлённого в 1049 году посредством «отделения мяса от костей» на рынке Донгтэй.
Вслед за своим отцом император Ли Тхай-тонг продолжал оказывать покровительство буддизму. Так, летопись «Вьет Шы Лыок» упоминает о строительстве в 1030 году 150 буддийских и даосских монастырей. А.Б. Поляков, анализируя данную хронику, полагает, что в этом конкретном случае «упоминание о даосских монастырях могло свидетельствовать о некотором распространении даосизма во Вьетнаме того времени, однако обращает на себя внимание тот факт, что во всей летописи о даосизме упоминается всего два раза, и то в сочетании со словом „буддизм“, „буддийский“, что могло быть просто штампом подобно термину „три религии“. Кроме того, под даосизмом часто подразумевались впоследствии традиционные вьетнамские культы». Также в главе «Вьет Шы Лыок», посвящённой императору Ли Тхай Тонгу, рассказывается о чиновнике-конфуцианце, которому было поручено написать оду, посвящённую чуду, произошедшее в буддийском храме, что позволяет говорить о наличии конфуцианства во Вьетнаме того времени, однако, скорее носивший характер номинального учения с минимум внутреннего содержания, нежели чем истинного конфуцианства.
Сангха продолжала играть при Ли Тхай-тонге очень большую роль, не сводившуюся только к религиозным делам, но являвшаяся также частью политической структуры государства.
Император также играл роль верховного жреца аграрного культа производительных сил Земли и «божества» Неба, отправлявшийся в рамках общины, а в XI веке существовавший на государственном уровне. Этот культ отождествлял благополучие монарха с успехом сельскохозяйственных работ в стране. Ли Тхай Тонг зафиксировал вьетские формы культа предка монарха — предка народа и одновременно покровителя сельского хозяйства, он лично выполнял обряд ритуальной пахоты, не только весной проводил первую борозду, но и лично присутствовал при жатве на тех же священных полях. В 1048 году был воздвигнут храм «Земли и Жатвы» у Южных ворот Тханглонга, где четыре раза в году устраивали богослужение для обеспечения своевременного дождя, большого урожая и т. п. Культ производящих сил природы, отождествляемых с процветанием рода монарха, защищаемого его предками, отправлялся и как праздник обновления природы, и как праздник почитания монарха и его предков. Схожую роль играл и регулярно проводившийся «Водный праздник» с лодочными гонками.

### Внешняя политика

#### Южное направление
Отношения с Чампой во время правления Ли Тхай-тонга продолжали быть напряжёнными. Участие войск Дайковьета, которыми руководил тогда ещё наследный принц Ли Фат Ма, во внутренней борьбе за тямский престол показало относительную слабость южного соседа вьетов, раздираемого борьбой за власть. Многие потерпевшие поражения тямские феодалы отступали на территорию Дайковьета (например, в 1040 году), где они зачастую находили поддержку. Ли Тхай Тонг был не прочь воспользоваться таким положением с целью разгромить своего южного соседа, тем более, что тямские отряды с большой периодичностью грабили южное побережье страны вьетов, один из таких набегов, предпринятых в 1043 году то ли тямскими пиратами, то ли флотом тямского короля, стал предлогом для войны с Тямпой.
В 1043 году Ли Тхай-тонг приказал построить флот из нескольких сот кораблей. Надо помнить, что чамы были искусными моряками и без поддержки внушительного флота военная операция Дайковьета значительно бы осложнилась.
В 1044 году, оставив наместника в столице, Ли Тхай-тонг выступил в поход на Тямпу. Была организована высадка большого десанта рядом со столицей тямов — городом Виджайя, поблизости от которого и произошло сухопутное сражение, в котором встретились армия тямов под руководством короля Джайя Симхавармана II и войска Дайковьета под предводительством Ли Тхай-тонга. тямская армия потерпела поражение и бежала с поля боя. тямский король был убит одним из своих военачальников. Победителям достались 5 тысяч пленных, 30 слонов, а также гарем Джайя Симхавармана. Согласно легенде, одна из наложниц тямского короля по имени Ми Е предпочла сохранить верность бывшему хозяину и утопилась в реке Линян. Впоследствии вьетнамцы чтили её как духа приносящего счастье.
Впоследствии отношения между Дайковьетом и Тямпой оставались очень натянутыми. Так, в 1047 году тямский посол был сослан в отдаленный район, причиной чего летописи указывают непочтительность следующего правителя Тямпы по отношению к Ли Тхай Тонгу. По-видимому, речь идёт о том, что тямы снова стали вести независимую политику оправившись от поражения трёхлетней давности. Однако никаких военных мер «непочтительность» тямского короля не повлекла.

#### Отношения сСунской империей
В конце царствования Ли Тхай-то отношения между Дайковьетом и Китаем значительно ухудшились из-за военного похода предпринятого в 1027 году наследным принцем Ли Тхай Тонгом в спорные пограничные территории двух государств. Сунский император Жэнь-цзун (правил в 1022—1063 гг.) отдал приказ гуандунскому наместнику поднять войска и выступить против армии вьетов, однако, смерть в 1028 году Ли Тхай То, а также нежелание ещё неготового в это время к крупномасштабной к войне с северным соседом Дайковьета ввязываться в серьёзный конфликт позволили разрешить спорные вопросы: действие приказа о снаряжении военных отрядов против вьетского государства было приостановлено, и в том же году Суны отправили посла с выражениями соболезнования по случая кончины Ли Тхай То, а также с указом о назначении Ли Тхай Тонга на ряд должностей и пожаловании ему титула Зяоти выонга (кит. упр. 交趾王, пиньинь Jiāozhǐ wáng) (в 1039 году Жэньцзун пожаловал вьетскому правителю титул Намбинь выонга (кит. упр. 南平王, пиньинь Nánpíng wáng)). Однако пограничные конфликты, с которых началось царствование Ли Тхай Тонга, не прекратились, а наоборот, все больше разгорались во время его правления.

##### Горные племена и отношения Дайковьета и сунского Китая
Горные районы по водоразделу Красной реки и Сицзяна и его притоков, населённые тайскими народами (нунгов, чжуанов и т. п.), в XI веке становятся центром консолидации племенных союзов и образованием протогосударств, в то же время эти территории, богатые полезными ископаемыми (залегающими неглубоко и с очень высоким содержанием руды серебром, медью, свинцом, оловом) не подчинённые никому начиная с X века, привлекают внимание далёкой империи Сун и более близкого Дайковьета.
Оба государства стремились политически подчинить тайские племена, сделав их полусамостоятельными, о заселении территорий подконтрольных им не шло речи. Вьетские государи нередко стремились породниться с горскими князьями, отдавая им в жёны принцесс (как это произошло, например, и в царствование Ли Тхай Тонга, когда в 1029 году принцесса Бинь Зыонг была отдана замуж за правителя одного из северных горных княжеств), таким образом стремясь связать племенную знать не столько родственными узами, сколько культурным влиянием.
Нередки были случаи, когда некоторые вожди племён переходили со своими подданными под власть сначала одной, потом другой империи. Так, китайские источники зарегистрировали переход в годы, приходившиеся на девиз правления Жэнь-цзуна Цзин-ю (кит. упр. 景祐, пиньинь Jǐng yòu) (1034—1038), предводителя одного из этих племён со своими 600 соплеменниками. Ли Тхай Тонг совершил поход против них. Китай позволил вернуть их, но предостерегал вьетнамского императора от того, «чтобы [он] не казнил и не убивал их». Зачастую племена, формально подконтрольные одному государство, совершали набеги на пограничные территории другого.
По сообщениям вьетнамских летописей в 1036 году взбунтовались территории, населённые нунгами, однако, об ответных действиях вьетнамской стороны не говорится. Китайские хроники более подробны: в этом году горные племена напали на целый ряд пограничных пунктов в провинциях Гуанси и Гуандун, угнали скот и вернулись обратно к себе, в связи с этим инцидентом китайский император направлял Ли Тхай Тонгу упрёки и вопросы по поводу набега, а также приказывал поймать главаря и казнить его.
В 1038 году князь нунгов Нунг Тон Фук (Нунг в имени — указатель на племенную принадлежность) объявил своё княжество независимым, а себя — императором. Ли Тхай Тонг лично возглавил поход против нового суверена. В результате боевых действий Тон Фук был пленён, препровождён в Тханглонг и казнён там.
Однако сыну казненного самопровозглашённого монарха по имени Нунг Чи Као удалось бежать, и в 1041 году он собрал военные силы и вернулся во главе их, чтобы продолжить дело своего отца. Новое государство получило название Дайлить. Однако очередной поход Дайковьета привёл к пленению Нунг Чи Као, которого, как его отца, привезли в столицу. Невозможность замирить нунгские племена и контролировать земли их расселения заставила Ли Тхай Тонга искать союза с Нунг Чи Као. Его вина была «прощена», а земли фактически им контролируемые пожалованы ему во владение (обставлено это было так, как будто бы Ли Тхай Тонг пожалел оставшегося без отца Нунг Чи Као, поэтому император Дайковьета пожалел горского князя и простил). В 1043 году вьетский император пожаловал Нунг Чи Као печать куан выонга, а также одну из самых высших чиновничьих должностей. Однако о предоставлении независимости территориям под властью Нунг Чи Као речи не шло, вьетская империя считала их своими — столкновение с желавшими обрести самостоятельность нунгами отодвинулось на короткий срок. Вьеты стремились обезопасить свои северные рубежи на время войны с тямами, а нунги ещё не были готовы тягаться с несколько раз их побеждавшими до этого войсками Дайковьета.
Успешный поход Ли Тхай-тонга на Тямпу, а также замирение с нунгами (в 1045 году Нунг Чи Као прибыл на аудиенцию к Ли Тхай Тонгу) заставили Сунов занервничать. В Китае ожидали нападений со стороны вьетов или подконтрольным их горских князей, в связи с чем были усилены южные пограничные пункты. Однако пока никаких военных действий не последовало.
В 1048 году, то есть через 7 лет после своего пленения, Нунг Чи Као решил, что готов к войне за независимость и снова выступил против Дайковьета. В 1050 году он присоединил также ряд горных территорий, формально входивших в Сунскую империю, и снова объявил о создании нового государства, теперь уже с названием Наньтян. Через два года Нунг Чи Као обратился к Сунам за помощью против вьетов, но те не проявили интереса к его просьбе занятые собственными внутренними проблемами. Тогда Нунг Чи Као совершил стремительный поворот в политике и начинал борьбу с поднебесной. Его войска, состоящие из конгломерата племен, куда входили многочисленные тайские народы, вторглись в 1052 году в равнинные территории, подконтрольные Сунам, где их поддержали местные тайские племена.
В скором времени под контролем Нунг Чи Као находились уже восемь уездов в провинциях Гуанси и Гуандун, в том числе крупный город Инчжоу, где он провозгласил новое государство Дайнам — «Великий Юг» (вьет. Đại Nam; кит. упр. 大南, пиньинь Dà nán), на территориях занятых войсками тайских племен было вырезано около 3 тысяч чиновников-ханьцев. Это позволяет судить о стремлении сломить государственную опору на юге и создать новое «варварское» государство без ханьского элемента, зато во главе с тайскими народами.
Но этим Нунг Чи Као не ограничился и окружил город Гуанчжоу — один из крупнейших экономических центров Сунской империи, который смог выдержать 57 дней осады, зато окрестные территории с многими маленькими и средними городами были разорены, а с ними и имперская инфраструктура. Положение стало критическим: войска, дислоцированные на юге терпели поражения одно за другим (у Инчжоу, Синчжоу и Цзинчена), сунский двор спешно готовил войска для оказания сопротивления Нунг Чи Као. Ли Тхай То предложил содействие Китаю, обещая прийти вместе с 20 тысячным войском, чтобы помочь справиться ханьцам с опасным противником. Ци Цзин, профессиональный полководец, назначенный вести боевые действия против Нунг Чи Као, отказался от помощи Дайковьета и со своими войсками, набранными в Шаньдуне, быстрым маршем пошёл на юг.
Обеспокоенный Нунг Чи Као предложил империи ликвидировать своё государство и просил сунов назначить его наместником ряда областей, захваченных им. Однако под давлением Ци Цзина Жэньцзун отказался от поставленных условий. Нунг Чи Као ничего не оставалось кроме того, чтобы сопротивляться. Он дал серию сражений, в результате которых его армия была разбита.
Нунг Чи Као попросил помощи у Дайковьета, Ли Тхай Тонг велел её оказать и послать подкрепление правителю Дайнама. Однако после окончательного разгрома отрядов Нунг Чи Као и его бегства в империю Дали вьеты отвели свои войска, так и не вмешавшись. Нунг Чи Као был убит, а его голова передана китайцам, его род также был уничтожен.

## Смерть
Ли Тхай Тонг умер в возрасте 54 лет, из них он 26 являлся императором Дайковьета. Похоронен в Тхоланге.